# Casa del Regidor Ovalle Prieto
La casa de los Ovalle es una vivienda de estilo Barroco en el casco histórico de ciudad de Salamanca (España). La casa posee tres plantas y un blasón central de Juan Antonio Ovalle Prieto (que fue regidor de Salamanca y propietario del edificio). En ella residió y murió Miguel de Unamuno. No debe confundirse con la Casa-museo de Unamuno que está en la calle Libreros.